# Diego Churín
Diego Churín Puyo, mais conhecido como Diego Churín (Arroyo Dulce, 1 de dezembro de 1989) é um futebolista argentino que atua como centroavante. Atualmente, defende o Universitario.

## Carreira

### Início de carreira
Diego Churín começou jogando nos times amadores em sua cidade natal de Arroyo Dulce e chegou ao profissional com o Juventud de Pergamino e mais tarde, em 2007 no Independiente. O atacante chegou ao time titular sob a direção técnica de Américo Gallego, em 2008, e estreou no dia 10 de fevereiro do mesmo ano contra o Lanús. No entanto, durante sua primeira passagem até 2009, ele jogou apenas oito jogos, sem marcar gols.
Em 2010 foi emprestado ao Platense, em meados do ano ao Los Andes e em 2011 ao Comunicaciones, todos times da Primera B Metropolitana. Durante esse período, ele marcou apenas três gols em 44 jogos no total. Ele voltou ao Independiente para jogar o Apertura 2011, onde não teve um bom desempenho, apenas marcando um gol contra o Colegiales pela Copa da Argentina. 2012 seria seu ano mais difícil, já que estava sem jogar nenhum minuto na Primeira Divisão, embora permanecesse ativo na reserva.

### Curicó Unido
Churín decidiu rescindir o contrato com o Independiente, para partir com destino ao Curicó Unido do Chile, a pedido do técnico Pablo Abraham. Na temporada de 2013, o argentino teve um renascimento do futebol e foi uma das principais figuras da grande campanha da equipe na Segunda Divisão chilena de 2013, marcou 8 gols em 15 jogos disputados, resultando no artilheiro do torneio e levando o Curicó Unido à final do campeonato, onde eles enfrentaram e perderam para a Universidad de Concepción (ele marcou um gol no primeiro jogo na segunda mão contra o Magallanes, e um no segundo jogo). Além disso, marcou um gol pela Copa Chile de 2013-14, contra a Universidad Católica. No total, com o Curicó Unido disputou 49 partidas e marcou 16 gols.

### Universidad de Concepción
Em dezembro de 2013, foi oficializada a transferência do jogador para a Universidad de Concepción para o Apertura da Primeira Divisão de 2014, após o término de sua participação com o Curicó Unido na Primera B 2013-2014, onde o atacante marcou 7 gols. No Universidad de Concepción teve uma passagem irregular, com destaque para o título obtido na Copa Chile de 2014-15, onde Churín marcou 3 gols nessa copa.

### Unión Española
No início de 2016, foi emprestado à Unión Española. No time, voltou a demonstrar uma grande qualidade de goleador, marcando um total de 25 gols no ano e meio em que pertenceu ao clube, entre os seus jogos pela competição local e pela Libertadores de 2017, onde marcou duas vezes. 

### Cerro Porteño
Devido ao seu grande histórico de gols na Unión Española, esteve muito perto de assinar com uma grande equipe do Chile, a Universidade de Chile, mas a transferência não prosperou. Ele também estava prestes a partir para o futebol do Catar, mas em 6 de julho de 2017, Churin assinou oficialmente pelo Cerro Porteño do Paraguai, com um contrato de 4 anos.
Em torneios locais foi um dos os artilheiros do Clausura 2017 com 11 gols, o que permitiu ao Cerro Porteño ser campeão do torneio, ele conseguiu repetir com a obtenção de um novo título, o Apertura 2020, onde foi novamente artilheiro da equipe com 7 gols, com destaque para os dois que marcou na temporada contra o rival Olímpia e outro contra o River Plate de pênalti, na partida que selou o campeonato a favor de sua equipe.
Devido ao seu ótimo desempenho, chegou até ser cotado a se naturalizar paraguaio para jogar na Seleção Paraguaia.
Churin deixou o Cerro após ótima passagem com 128 jogos e marcou 53 gols, além do bicampeonato paraguaio, com o título do Clausura de 2017 (sendo o artilheiro da competição) e o Apertura de  (2020).
| “ | Vou sentir falta do clube, das pessoas, dos meus companheiros, amigos que estou deixando no clube e no país e, para o torcedor, se tem algo que não tem cura é a paixão que vocês tem. Se eu me emociono é porque estou orgulhoso de ter vestido essa camiseta e de ter me sentido como um de vocês desde o início. Para mim, o Cerro Porteño não vai deixar de ser nunca a minha equipe. Mesmo quando acabar a minha carreira, ele sempre vai estar presente em mim. | ” |

### Grêmio
Em 26 de outubro de 2020, Diego Churín foi anunciado como reforço do Grêmio, assinando um contrato de dois anos, com possibilidade de prorrogação por mais um, até o final de 2023.
| “ | É o maior desafio da minha carreira. Estar no Grêmio, com as instalações que tem, onde o futebol é uma religião, com a paixão que eu vivo, não sei se me imaginei, mas é uma satisfação muito grande. Algo que sempre sonhei e estou cumprindo à base de esforço e sacrifício. Tenho que estar à altura de um clube tão grande. | ” |

Fez seu primeiro jogo pela camisa tricolor gaúcha em 2 de novembro, contra o Red Bull Bragantino, entrando como substituto.
Marcou seu primeiro gol com a camisa do Grêmio em 14 de novembro, em uma vitória sobre o Ceará em casa por 4 a 2, marcando o último gol tricolor na partida.
Ficou no Grêmio de outubro de 2020 até abril de 22, onde entrou em campo em 47 partidas, com cinco gols marcados e duas assistências. Em 2022, foram apenas oito jogos e nenhum gol anotado, assim foi encerrada sua história no tricolor gaúcho.

### Atlético Goianiense
O Atlético Goianiense acertou a contratação, por empréstimo, de Diego Churín em 7 de abril de 2022, empréstimo é válido até dezembro. Neste período, o salário do atleta será dividido entre os clubes.Churín fez seu primeiro golo no Atlético em 30 de maio, Internacional e Atlético-GO se enfrentaram pela 8ª rodada, do Brasileirão, no Beira-Rio. Com gols de Wanderson, pelo lado Colorado, e Churín, pelo Dragão, as equipes empataram por 1 a 1.
Diego Churín, fez uma boa temporada no Atlético Goianiense, mesmo com o rebaixamento do clube para a segunda divisão. Ele atuou em 48 jogos, onde foi titular em 35 deles, marcando nove gols e distribuindo 4 assistências, ao fim do empréstimo retornou ao Grêmio.

### Retorno ao Cerro Porteño
Churín acertou por duas temporadas com o Cerro Porteño, validade até o final de 2024. Elevai receber no Cerro o valor de US$ 47,5 mil (R$ 250 mil, pela cotação atual) por mês.

## Títulos
Universidad de Concepción
- Copa Chile: 2014–15

Cerro Porteño
- Campeonato Paraguaio: Clausura 2017, Apertura 2020

Grêmio
- Campeonato Gaúcho: 2021 e 2022
- Recopa Gaúcha: 2021

### Prêmios individuais
- Goleador da Primera B do Chile: Transición 2013